# Dieter Paul
Dieter Paul (* 1938) ist ein deutscher Chemiker.

## Werdegang
Nach dem Studium an der TH Leuna-Merseburg und der Promotion erfolgte die Habilitation an der Universität Leipzig 1973. 1963 bis 1991 war er Mitarbeiter am Institut für Polymerchemie Teltow-Seehof der Akademie der Wissenschaften der DDR (Untersuchung der Bildung von Viskosefasern), dazwischen 1979–1983 am Instituto Quimia y Biologia Experimental in La Habana (Entwicklung von Textilfasern aus Zuckerrohrbagasse). Danach war er beteiligt an der DDR-Entwicklung der künstlichen Niere auf Basis von Hohlmembranen.
1990 wurde er als einer der letzten Wissenschaftler der DDR zum Professor an der Akademie berufen. 1990/1991 war er Stellvertretender Direktor des Institutes für Polymerchemie in Teltow.
Von 1994 bis 2002 war Dieter Paul Direktor des Institutes für Chemie des GKSS-Forschungszentrums Geesthacht mit Standorten in Geesthacht und Teltow sowie apl. Professor an der Universität Hamburg.
Seine Arbeitsgebiete waren die Entwicklung von Membranen für technische Anwendungen der Flüssigkeits- und Gastrennung und in der Medizin als Biomaterial.
Dieter Paul ist Inhaber mehrerer Patente. Er veröffentlichte über 200 wissenschaftliche Arbeiten und 2003 zusammen mit B. Philipp das Buch 80 Jahre Polymerforschung in Teltow-Seehof – 20 Jahre Institut für Chemie der GKSS. (2003, ISBN 3-00-011356-8)
2001 wurde er mit dem Bundesverdienstkreuz 1. Klasse ausgezeichnet.